# Championnat de Formula Nippon 2008

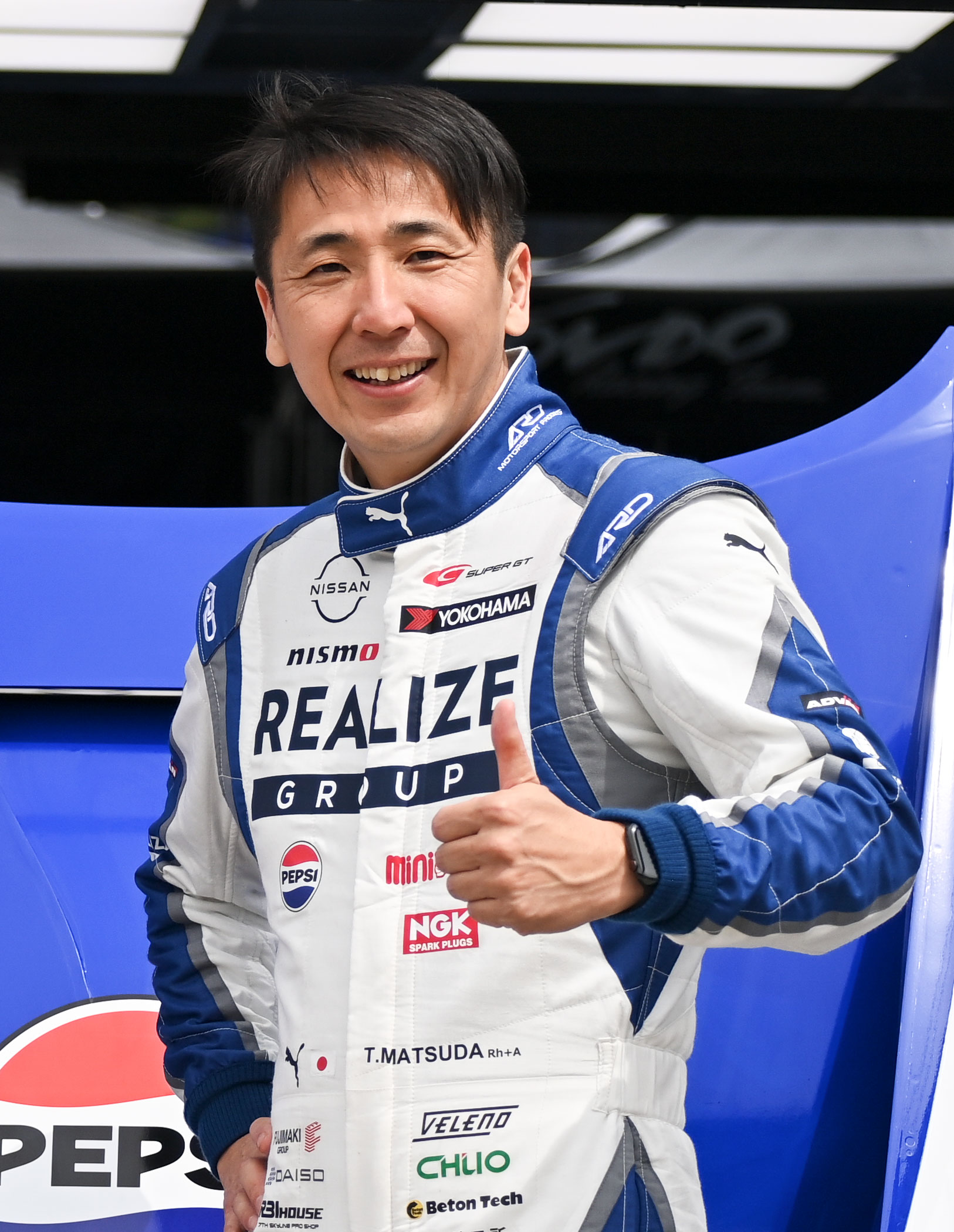
Le vainqueur du Championnat de Formula Nippon 2008, Tsugio Matsuda

Le championnat de Formula Nippon 2008 a été remporté par le pilote japonais Tsugio Matsuda, sur une Lola FN06-Toyota du Team Impul.

## Engagés
| Écurie                                 | #  | Pilotes                 | Châssis   | Moteur       | Épreuves |
| -------------------------------------- | -- | ----------------------- | --------- | ------------ | -------- |
| Lawson Team Impul                      | 1  | Tsugio Matsuda          | Lola FN06 | Toyota RV8J  | Tous     |
| Lawson Team Impul                      | 2  | Benoît Tréluyer         | Lola FN06 | Toyota RV8J  | Tous     |
| Kondo Racing                           | 3  | Naoki Yokomizo          | Lola FN06 | Toyota RV8J  | Tous     |
| Kondo Racing                           | 4  | João Paulo de Oliveira  | Lola FN06 | Toyota RV8J  | Tous     |
| SG Team 5Zigen                         | 5  | Toshihiro Kaneishi (en) | Lola FN06 | Honda HF386E | Tous     |
| SG Team 5Zigen                         | 6  | Katsuyuki Hiranaka      | Lola FN06 | Honda HF386E | 1-4, 7-8 |
| SG Team 5Zigen                         | 6  | Hiroki Yoshimoto        | Lola FN06 | Honda HF386E | 5-6      |
| Team LeMans                            | 7  | Satoshi Motoyama        | Lola FN06 | Toyota RV8J  | Tous     |
| Team LeMans                            | 8  | Hiroaki Ishiura         | Lola FN06 | Toyota RV8J  | Tous     |
| TP Checker Impul                       | 20 | Kohei Hirate            | Lola FN06 | Toyota RV8J  | 1-6, 8   |
| TP Checker Impul                       | 20 | Richard Lyons           | Lola FN06 | Toyota RV8J  | 7        |
| PIAA Nakajima Racing                   | 31 | Loïc Duval              | Lola FN06 | Honda HF386E | Tous     |
| PIAA Nakajima Racing                   | 32 | Takashi Kogure          | Lola FN06 | Honda HF386E | Tous     |
| Petronas Team TOM'S                    | 36 | André Lotterer          | Lola FN06 | Toyota RV8J  | Tous     |
| Petronas Team TOM'S                    | 37 | Seiji Ara               | Lola FN06 | Toyota RV8J  | Tous     |
| DoCoMo Team Dandelion Racing           | 40 | Kosuke Matsuura         | Lola FN06 | Honda HF386E | Tous     |
| DoCoMo Team Dandelion Racing           | 41 | Takeshi Tsuchiya        | Lola FN06 | Honda HF386E | Tous     |
| Cerumo/Inging Motorsport               | 47 | Ronnie Quintarelli      | Lola FN06 | Toyota RV8J  | Tous     |
| Cerumo/Inging Motorsport               | 48 | Yuji Tachikawa          | Lola FN06 | Toyota RV8J  | Tous     |
| Autobacs Racing Team Aguri             | 55 | Yuji Ide                | Lola FN06 | Honda HF386E | Tous     |
| Autobacs Racing Team Aguri             | 56 | Takuya Izawa            | Lola FN06 | Honda HF386E | Tous     |
| Stonemarket Blaak Cerumo/Inging Racing | 67 | Roberto Streit (en)     | Lola FN06 | Toyota RV8J  | Tous     |

## Règlement sportif
- L'attribution des points s'effectue selon le barème :
  - 16,12,10,8,6,5,4,3,2,1 pour les meetings à une seule course
  - 10,8,6,5,4,3,2,1 pour la première course des meetings à deux courses
  - 5,4,3,2,1 pour la deuxième course des meetings à deux courses
  - 1 point pour l'auteur de la pole position.
- Tous les résultats comptent.
- Châssis unique Lola FN06.
- Moteurs Honda et Toyota.

## Courses de la saison 2008
| Date         | Lieu    | Vainqueur              | Nationalité | Voiture     | Écurie           |
| 6 avril      | Fuji    | Tsugio Matsuda         | Japon       | Lola-Toyota | Team Impul       |
| 11 mai       | Suzuka  | Tsugio Matsuda         | Japon       | Lola-Toyota | Team Impul       |
| 25 mai       | Motegi  | Tsugio Matsuda         | Japon       | Lola-Toyota | Team Impul       |
| 8 juin       | Okayama | Loïc Duval             | France      | Lola-Honda  | Nakajima Racing  |
| 12 juillet   | Suzuka  | Tsugio Matsuda         | Japon       | Lola-Toyota | Team Impul       |
| 13 juillet   | Suzuka  | Kohei Hirate           | Japon       | Lola-Toyota | Team Impul       |
| 9 août       | Motegi  | Loïc Duval             | France      | Lola-Honda  | Nakajima Racing  |
| 10 août      | Motegi  | Seiji Ara              | Japon       | Lola-Toyota | TOM'S Racing     |
| 31 août      | Fuji    | João Paulo de Oliveira | Brésil      | Lola-Toyota | Kondo Racing     |
| 31 août      | Fuji    | Kosuke Matsuura        | Japon       | Lola-Honda  | Dandelion Racing |
| 21 septembre | Sugo    | Tsugio Matsuda         | Japon       | Lola-Toyota | Team Impul       |

## Classement des pilotes
| Place | Pilote                  | Pays      | Equipe           | Fuji | Suzuka | Motegi | Okayama | Suzuka | Motegi | Fuji | Sugo | Nombre de points |
| ----- | ----------------------- | --------- | ---------------- | ---- | ------ | ------ | ------- | ------ | ------ | ---- | ---- | ---------------- |
| 1     | Tsugio Matsuda          | Japon     | Team Impul       | 16   | 16     | 16     | 1       | 11     | 13     | 5.5  | 15   | 93.5             |
| 2     | Loïc Duval              | France    | Nakajima Racing  | 1    | 1      | 10     | 15      | 7      | 10     | 8    | 10   | 62               |
| 3     | André Lotterer          | Allemagne | TOM'S Racing     | -    | 10     | 12     | 12      | 10     | -      | 5    | 0    | 49               |
| 4     | Kohei Hirate            | Japon     | Team Impul       | -    | 12     | 5      | 10      | 9      | -      | -    | 6    | 42               |
| 5     | Takashi Kogure          | Japon     | Nakajima Racing  | 5    | 6      | -      | 2       | 6      | 4      | 6    | 12   | 41               |
| 6     | João Paulo de Oliveira  | Brésil    | Kondo Racing     | -    | -      | 2      | -       | 6      | 9      | 11   | 5    | 33               |
| 7     | Yuji Tachikawa          | Japon     | Team Cerumo      | 12   | -      | 4      | 8       | -      | 7      | -    | -    | 31               |
| 8     | Benoît Tréluyer         | France    | Team Impul       | 8    | 4      | -      | 3       | -      | -      | 4    | 8    | 27               |
| 9     | Ronnie Quintarelli      | Italie    | Team Cerumo      | 6    | 3      | -      | 4       | -      | -      | 4.5  | 4    | 21.5             |
| 10    | Takuya Izawa            | Japon     | ARTA             | -    | 2      | 8      | -       | -      | -      | -    | 3    | 19               |
| 11    | Satoshi Motoyama        | Japon     | Team LeMans      | -    | 8      | -      | -       | 4      | 1      | -    | 1    | 14               |
| 12    | Naoki Yokomizo          | Japon     | Kondo Racing     | -    | 5      | -      | 5       | 2      | -      | -    | -    | 12               |
| 13    | Roberto Streit (en)     | Brésil    | Team Cerumo      | 10   | -      | -      | -       | -      | -      | -    | 1    | 11               |
| 14    | Toshihiro Kaneishi (en) | Japon     | Team 5Zigen      | -    | -      | 6      | -       | -      | 3      | -    | -    | 9                |
| 15    | Seiji Ara               | Japon     | TOM'S Racing     | -    | -      | 1      | 1       | -      | 7      | -    | -    | 9                |
| 16    | Hiroaki Ishiura         | Japon     | Team LeMans      | 4    | -      | 3      | -       | -      | -      | -    | 2    | 0                |
| 17    | Takeshi Tsuchiya        | Japon     | Dandelion Racing | 3    | -      | -      | -       | -      | 1      | -    | -    | 4                |
| 18    | Kosuke Matsuura         | Japon     | Dandelion Racing | -    | -      | -      | -       | -      | -      | 3.5  | -    | 3.5              |
| 19    | Yuji Ide                | Japon     | ARTA             | 2    | -      | -      | -       | -      | -      | -    | -    | 2                |

## Classement des écuries
| Place | Equipe                  | Fuji | Suzuka | Motegi | Okayama | Suzuka | Motegi | Fuji | Sugo | Nombre de points |
| ----- | ----------------------- | ---- | ------ | ------ | ------- | ------ | ------ | ---- | ---- | ---------------- |
| 1     | Lawson Team Impul       | 23   | 19     | 15     | 3       | 10     | 12     | 9.5  | 23   | 114.5            |
| 2     | PIAA Nakajima Racing    | 6    | 7      | 10     | 17      | 13     | 14     | 14   | 22   | 103              |
| 3     | Petronas TOM'S Racing   | -    | 10     | 13     | 13      | 10     | 7      | 5    | -    | 58               |
| 4     | Team Cerumo             | 18   | 3      | 4      | 12      | -      | 7      | 4.5  | 4    | 52.5             |
| 5     | Kondo Racing            | -    | 5      | 2      | 5       | 8      | 9      | 10   | 5    | 44               |
| 6     | Team TP Checker Impul   | -    | 12     | 5      | 10      | 9      | -      | -    | 6    | 42               |
| 7     | Team LeMans             | 4    | 8      | 3      | -       | 4      | 1      | -    | 2    | 22               |
| 8     | ARTA                    | 2    | 2      | 8      | 6       | -      | -      | -    | 3    | 21               |
| 9     | Team Stonemarket Cerumo | 10   | -      | -      | -       | -      | -      | -    | 1    | 11               |
| 10    | Team 5Zigen             | -    | -      | 6      | -       | -      | 3      | -    | -    | 9                |
| 11    | DoCoMo Dandelion Racing | 3    | -      | -      | -       | -      | 1      | 3.5  | -    | 7.5              |